# Pratt & Whitney R-2060
Il Pratt & Whitney R-2060 Yellow Jacket era un motore aeronautico ad X 20 cilindri raffreddato a liquido realizzato dalla statunitense Pratt & Whitney negli anni trenta e rimasto allo stadio di prototipo.
Oltre ad essere il primo motore realizzato dall'azienda ad avere una simile configurazione è stato anche il primo motore della stessa ad usare la soluzione di raffreddamento a liquido.

## Storia

### Sviluppo
Circa nel 1930, interessato dallo sviluppo che avrebbe potuto avere un motore raffreddato a liquido, lo statunitense United States Army Air Corps emise una specifica per la fornitura di un motore da destinare ad uso aeronautico che raggiungesse la potenza di 1 000 hp (746 kW) e che integrasse questa tecnologia.
La Pratt & Whitney propose un motore con configurazione ad X con 5 file di 4 cilindri in linea ma questa architettura presentava dei problemi tecnici. La sequenza di accensione nei vari cilindri non riuscì mai ad essere messa a punto, a causa del progressivo restringimento nelle misure dei vari collettori di alimentazione, di conseguenza il funzionamento del motore risultava irregolare. Sarebbero occorsi altri 15 anni per capire l'importanza di mantenere la sezione dei collettori costante e della correlazione con la loro lunghezza.
Sebbene ne fosse prevista la realizzazione anche di una versione sovralimentata che, secondo le stime, avrebbe potuto raggiungere la ragguardevole potenza di 1 500 hp, alla fine il progetto venne abbandonato senza che il motore fosse mai stato installato su alcun velivolo.

## Descrizione tecnica
L'R-2060 era un motore dall'aspetto insolito per l'epoca. La sua configurazione era data da 5 file di 4 cilindri posti in linea, ognuno dalle misure di alesaggio di 5.25 in e di corsa di 4.75 in per una cilindrata totale a 2 056,52 in³, da cui la denominazione, secondo le normative sulle designazioni U.S Army, di R-2060.
La distribuzione era a singolo albero a camme in testa comandato su ogni fila di cilindri da un alberino posto sulla parte anteriore degli stessi.

## Esemplari attualmente esistenti
L'unico R-2060 realizzato è conservato e visibile presso il Pratt & Whitney Museum sito a East Hartford, nel Connecticut, (USA).